# Territorio Federal Guajira
El Territorio Federal Guajira (Goajira en documentos oficiales de la época) fue un antiguo territorio federal de Venezuela creado el 25 de agosto de 1864 con las regiones noroccidentales del Estado Soberano del Zulia y reintegrada a dicho estado en 1893.

## Generalidades
El territorio comprendía parte del área ancestral del pueblo nativo-americano wayúu. Una de los principales razones para crear una entidad en esta zona poco poblada fue controlar el paso terrestre al país a los comerciantes exigiéndosele la presentación de pasaporte y una guía para las mercancías que ofrecían; a los indígenas se les pedía información acerca del lugar de procedencia, su destino, datos personales y el número de animales que conducían. El 12 de noviembre de 1880 el presidente Antonio Guzmán Blanco decidió trasladar la capitalidad del territorio a la ranchería de Paraguaipoa. El «Territorio Federal Guajira» desaparece en 1893 con la creación de los distritos Páez y Mara.